# Wyżni Okap nad Tomanową
Wyżni Okap nad Tomanową – jaskinia, a właściwie schronisko, położone w Dolinie Kościeliskiej w Tatrach Zachodnich. Wejście do niej położone jest w zboczu Rzędów Tomanowych opadającym do Doliny Tomanowej, na wysokości 1960 metrów n.p.m. Długość jaskini wynosi 6 metrów, a jej deniwelacja 3 metry.

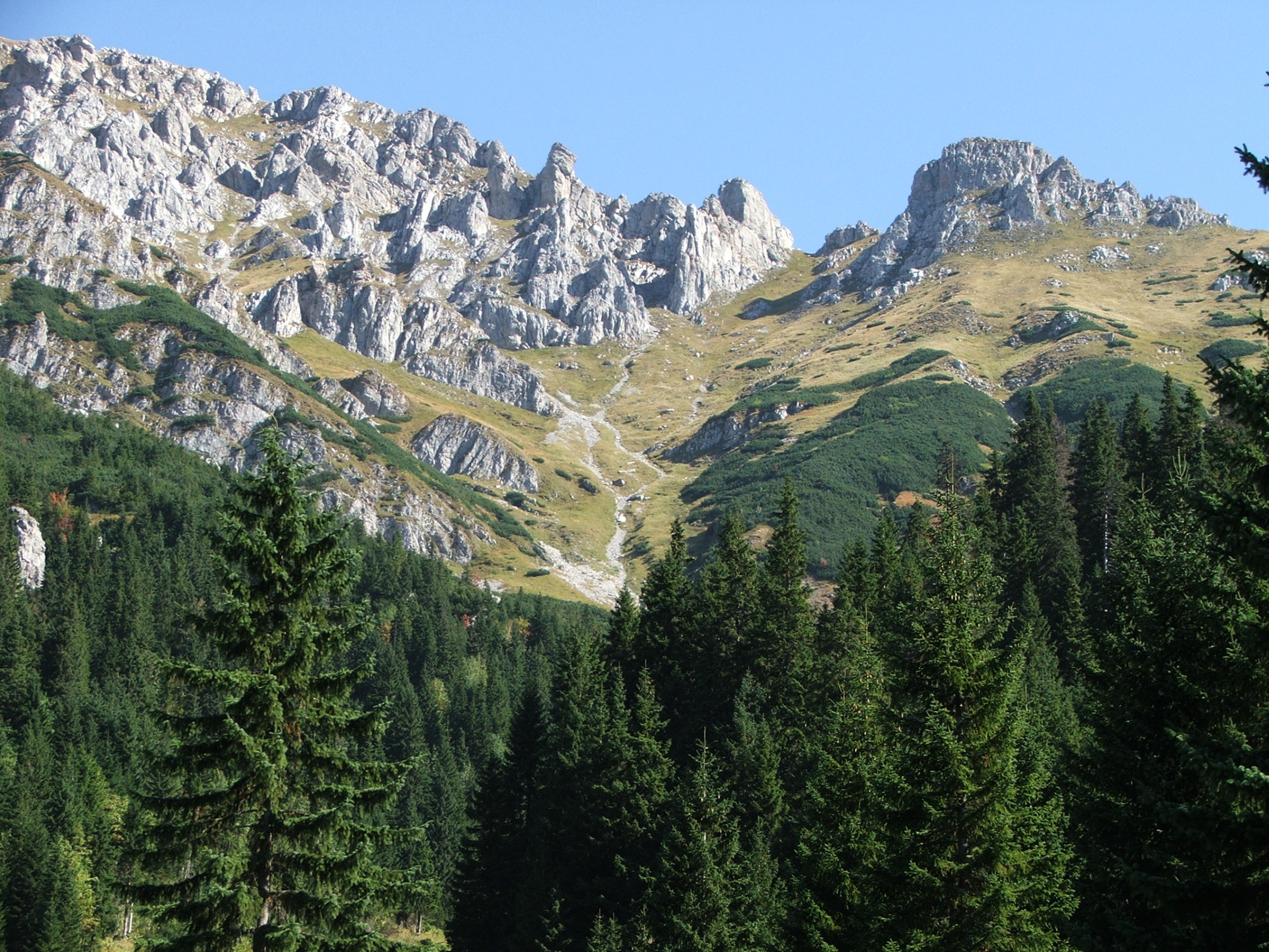
Rzędy Tomanowe

## Opis jaskini
Jaskinię stanowi obszerna sala znajdująca się zaraz za dużym, półokrągłym otworem wejściowym. Odchodzi od niej kilka krótkich korytarzyków z niewielkimi prożkami.

## Przyroda
W jaskini brak jest nacieków. Ściany są wilgotne, rosną na nich porosty, glony, mchy, trawy i rośliny zielone.

## Historia odkryć
Jaskinia była prawdopodobnie znana od dawna. Pierwszy jej plan i opis sporządził J. Nowak w 2008 roku.